# Seznam španskih fotomodelov
Seznam španskih fotomodelov.

## B
- Veronica Blume

## C
- Esther Cañadas

## F
- Almudena Fernandez

## L
- Vanessa Lorenzo

## M
- Sergio Muñiz

## P
- Laura Ponte

## S
- Mamen Sanz
- Inés Sastre

## T
- Samantha Torres